# Deuterocohnia bracteosa
Deuterocohnia bracteosa là một loài thực vật có hoa trong họ Bromeliaceae. Loài này được W.Till & L.Hrom. mô tả khoa học đầu tiên năm 1997.